# Henry Hanslap
Harry Hanslap (também Hanslope) (falecido em 1452) foi um cónego de Windsor de 1437 a 1452.

## Carreira
Ele foi nomeado:
- Prebendário de Darlington 1440
- Prebendário de Skipworth em Howden
- Prebendário de Stow Longa em Lincoln 1448-1452
- Reitor de Middleton Cheney, Northamptonshire até 1452

Ele foi nomeado para a décima primeira bancada na Capela de São Jorge, Castelo de Windsor, em 1437, e ocupou a posição canônica até 1452.